# Barragem de Otranto

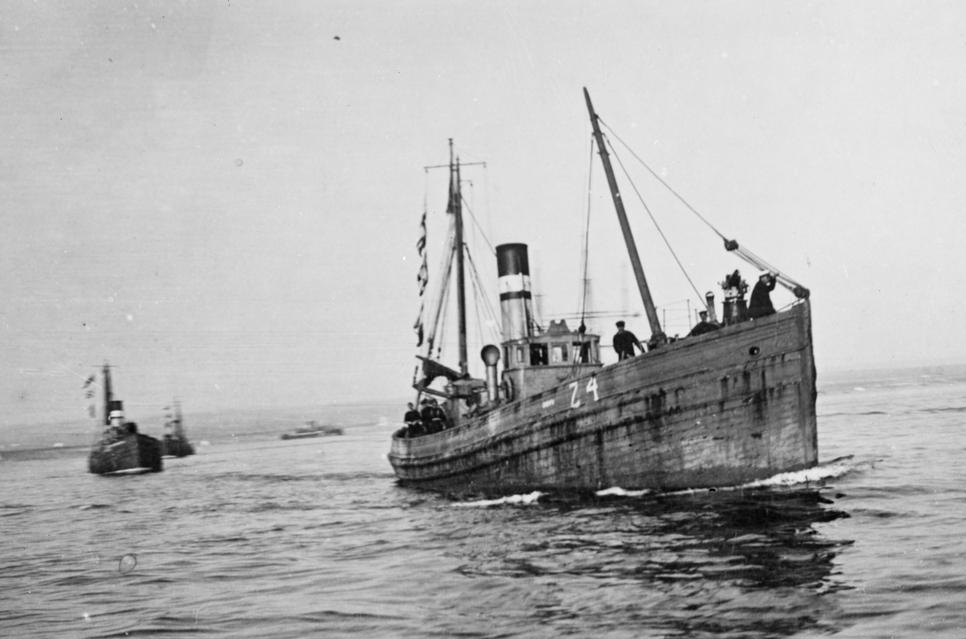
Traineiras britânicas navegando para formarem a Barragem de Otranto

A Barragem de Otranto foi um bloqueio naval do Estreito de Otranto entre Brindisi na Itália e Corfu na Grécia, realizado pelas forças Aliadas durante a Primeira Guerra Mundial. A intenção do bloqueio era impedir que a Marinha Austro-Húngara escapasse para o Mar Mediterrâneo e ameaçasse as operações Aliadas. O bloqueio foi bem sucedido ao impedir que a frota de superfície saísse do Mar Adriático, porém u-boots conseguiram passar pelas defesas sem grandes dificuldades.

## Bloqueio
O Estreito de Otranto tem 72 quilômetros de extensão. O bloqueio era formado principalmente por uma frota de traineiras, a maioria britânicas, geralmente armadas com um pequeno canhão e cargas de profundidade. O bloqueio começou em 1915 e geralmente tinha duas divisões de vinte embarcações em patrulha, equipadas com redes para prender submarinos ou pelo menos alertar a superfície de sua presença. Uma terceira divisão costumava ficar em Brindisi. As traineiras tinham o apoio de contratorpedeiros e aviões, porém as exigências da Campanha de Galípoli e outras operações navais deixaram a barragem com recursos insuficientes para impedir a passagem de u-boots, com apenas o SM U-6 tendo sido capturado pelas redes durante a guerra.
Os austro-húngaros realizaram vários assaltos noturnos contra a barragem: cinco em 1915, nove em 1916 e dez em 1917. Uma conferência em Londres chegou a conclusão de que as traineiras não estavam muito bem defendidas depois de um assalto de quatro contratorpedeiros em dezembro de 1916. O comando da barragem foi entregue ao comodoro Algernon Walker-Heneage-Vivian, que conseguiu fortalecer a barragem com navios aliados que não estavam sendo usados em outros lugares. O maior ataque foi realizado na noite entre os dias 14 e 15 de maio de 1917, quando uma pequena frota austro-húngara conseguiu afundar catorze traineiras e danificar vários outros navios.